# Xhuliano Skuka
Xhuliano „Xhulio“ Skuka (* 2. August 1998 in Peshkopia) ist ein albanischer Fußballspieler. Er spielt auf der Position des Stürmers. Zudem besitzt er auch die französische Staatsbürgerschaft.

## Karriere

### Verein
Skuka wurde 1998 in Peshkopia geboren. Seine Eltern wanderten nach Frankreich aus, wo Skuka aufgewachsen ist. Seine fußballerische Karriere begann er 2017, als er nach Albanien zurückkehrte und sich seiner Heimmannschaft KS Korabi Peshkopi anschloss. In der zweiten albanischen Liga gelangen ihm 37 Treffer in 73 Ligaspielen. Im Sommer 2021 erfolgte der Wechsel zum neu aufgestiegenen KS Dinamo Tirana. Skuka konnte sich in der Hinrunde der Abissnet Superiore durchsetzen, worauf der Wechsel zum Stadtrivalen FK Partizani Tirana folgte. Dort erzielte Skuka in 37 Spielen 19 Tore.
Im Januar 2023 wechselte Skuka für eine Rekordablöse von 1,4 Mio. Euro zum französischen Zweitligisten FC Metz. Dort kam er im ersten Halbjahr zu neun Einsätzen bei der ersten Mannschaft, mit der am Ende der Spielzeit in die Ligue 1 aufstieg. Im Juli 2023 wurde der Stürmer für eine Saison an NK Maribor ausgeliehen.

### Nationalmannschaft
Skuka wurde 2022 zum ersten Mal für die albanische Nationalmannschaft aufgerufen. Sein Debüt bestritt er im Oktober 2022 im Freundschaftsspiel gegen Saudi-Arabien. Nach drei weiteren Einsätzen im albanischen Trikot erzielte Skuka im November 2022 sein erstes Tor für die Nationalmannschaft im Freundschaftsspiel gegen Armenien.